# Noyau arqué

Le noyau arqué et l'hypophyse

Le noyau arqué (NA) est un noyau situé dans l'hypothalamus médiobasal. Parmi les noyaux hypothalamiques, il occupe un rôle intégrateur majeur, avec des connexions à la zone latérale, au tronc cérébral et au système cortico-limbique, entre autres.

## Anatomie
Le noyau arqué est situé à la base de la région périventriculaire entre le 3e ventricule et l'éminence médiane. Il joue un rôle important dans de nombreuses fonctions physiologiques, notamment dans le contrôle de la prise alimentaire via ses projections vers le noyau paraventriculaire (PVH), le noyau dorsomédian (DMH), et l'aire hypothalamique latérale (LHA). Il se divise en deux sous-régions : la partie dorsomédiale et la partie ventrolatérale. Il possède plusieurs sous-populations de neurones parvocellulaires qui ont une fonction neuroendocrine. 

## Fonction
Les axones des neurones parvocellulaires, situés surtout dans la région ventrolatérale du noyau arqué, forment ce qu’on appelle la voie tubéro-infundibulaire qui déverse de la dopamine dans le système porte hypothalamo-hypophysaire. Des cellules glandulaires hypophysaires qui possèdent des récepteurs à la dopamine vont alors diminuer leur libération de prolactine, une hormone qui a plusieurs effets : croissance des glandes mammaires et production du lait chez la femme, sensation de bien-être après l’orgasme chez les deux sexes. Le noyau arqué remplit de nombreux rôles physiologiques dans l'alimentation, le métabolisme, la fertilité et la régulation cardiovasculaire. Le NA est considéré comme le noyau de la régulation de la prise alimentaire. En effet, il contient des populations neuronales sensibles aux signaux périphériques et serait par conséquent le premier noyau à intégrer leurs informations afin de les relayer vers les autres noyaux hypothalamiques. Il est capable de recevoir et d’intégrer les informations métaboliques périphériques, pour ensuite les relayer vers les autres noyaux hypothalamiques régulant la prise alimentaire :
- il est accessible aux messages circulants comme la leptine, l'insuline et la ghréline qui ne peuvent franchir la barrière hémato-encéphalique ;
- il est la seule zone de l'hypothalamus exprimant la synthase des acides gras, il est de ce fait sensible aux métabolites intermédiaires du métabolisme des acides gras ;
- il exprime des populations neuronales clés dans la régulation du comportement alimentaire : les neurones à neuropeptide Y (NPY) et la protéine Agouti (AGRP) deux puissants stimulants de la prise alimentaire et les neurones à proopiomélanocortine, cette dernière est un précurseur de l'α MSH et du « cocaine and amphetamine regulated transcript » (CART) qui sont des agents anorexigènes[2].